# 内部調査官・水平直の報告書
『内部調査官・水平直の報告書』（ないぶちょうさかん・みずひらなおのほうこくしょ）は、TBS系列で、2011年1月17日の21:00 - 22:54（JST）に「月曜ゴールデン」枠で放送された作品である。
変わり者の総務省の内部調査官が、病院の臓器売買の疑惑の真相に迫る。ドラマの最後に、テーマの一つである人工透析患者に向けてのメッセージが挿入されている。

## キャスト

### 総務省政策評価広報課内部調査室
実在しない部署であり、｢各省庁に届いた内部告発内容を調査する事が目的だが、実態は他の省からたらい回しされた面倒な仕事の下請け｣という設定である。
水平直
演 - 木村佳乃
文部科学省より転属された内部調査官。｢100文句があったら、100文句を言う女｣と呼ばれる。
国家一種試験をトップで合格したが、人付き合いは苦手なために組織になじめず、厚生労働省・文部科学省と所属を転々としている。｢国民のためには縦割り行政をやめ、各省庁が連携すべき｣という考えの持ち主で、法律を遵守するのが原則だが、しかるべき手段を踏んで改善されるべきとも考える。ボロアパートで一人暮らしだがサボテンを枯らすほどのズボラであり部屋はいつも散らかっている。自らを｢サボテン女｣と称している。特技は自己流の速読法。
小堺秋子
演 - 江口のりこ
嶋田譲
演 - 小日向文世
室長。直に対し、｢わがままを通して、自分がいい気になりたいだけなのか｣と諭す。全館禁煙の庁舎において、喫煙者のため室長室を｢治外法権｣として、喫煙スペースとしている。

### 厚生労働省
南洋
演 - 佐戸井けん太
課長。直の元上司。直を｢省内一の問題児｣だったと語り、官僚に向かない人と分析する。

### 警視庁鑑識課
中村孝明
演 - 宅間孝行
鑑識課員。直とは大学時代からの腐れ縁が続いていて、彼女の秘密兵器と言われている。直の事を｢はぐれ役人｣と呼んでいる。かつては警察官僚だったが、鑑識課員になった変わり者。直の親友である静子が好きで、それを口実に協力することに。面倒なことは部下に任せる主義。

### 旭秀大学付属病院
浜田真司
演 - 平岡祐太
看護師。愛称は「浜田っち｣。元々は医師志望であり、医療知識に長けている。村上の指示により、通常勤務を外れ、直の助手として調査に当たる。草食系男子。
竹山香織
演 - 黒川芽以
看護師。腎臓移植手術チームのオペレーションナース。高岡と不倫していて、妻が病院に来ると機嫌が悪い。喫煙者。
有賀弥生
演 - かたせ梨乃
医師。腎臓移植手術チームの第一助手。娘がいる。
神内歩〈64〉
演 - 石坂浩二
泌尿器科教授。現場で患者と接しながら教授になった叩き上げである。腎移植を専門としており、患者思いの教授としても院内で知られている。安くて早くて腹にたまるという理由で、アンパンと牛乳を好む。疑惑を追及され、自殺と思われる不審死を遂げる。
高岡将太
演 - 今里真
医師。腎臓移植手術チームの第二助手。婿養子で実家は私立病院を経営している。竹山と不倫している。
梨本茂
演 - 土屋裕一
麻酔医。ギャンブル好きで、借金がある。
宮尾啓一
演 - 山本龍二
泌尿器科准教授で執刀医。神内の引退後の後任教授でない事に不満を持っている。疑惑の一人だが、ひき逃げに遭い事故死する。
村上史生
演 - 大門正明
院長。糖尿病を患い、1日3回のインスリン注射が欠かせない。

### その他
青山静子
演 - 井上美琴
直が家庭教師をしていた頃の教え子。家事手伝いのお嬢様。中村が気になる人物。愛称は｢しぃちゃん｣。
公園の売店のおばちゃん
演 - 大島蓉子
瀬木一郎
演 - 蛭子能収
町工場の主人。2年前に神内の腎臓移植手術を受けている。
有賀香奈
演 - 神田舞帆
有賀弥生の娘。友人と遊び呆けている。
岩崎玲奈
演 - 上間美緒
長期入院患者。6歳から人工透析を受け続けている。
岩崎由美子
演 - 大塚良重
玲奈の母
岩崎辰夫
演 - 福井晋
遠藤政幸
演 - 黒沼弘己
神内の患者。
鈴木啓子
演 - 橘ユキコ

## スタッフ
- 脚本 - 真野勝成
- 監督 - 水谷俊之
- 主題歌 - 柴田淳｢あなたの名前｣
- プロデューサー - 伊藤一尋、沼田通嗣
- 編成 - 片山剛
- 企画協力 - 龍田力
- 撮影 - 宮本幸夫
- 照明 - 大塚基夫
- 音声 - 寺内大太
- 技術協力 - バル・エンタープライズ
- 美術協力 - アックス
- 編集・MA - ザ・チューブ
- 音楽協力 - トップコートミュージック、ビクターエンタテインメント
- 医事監修 - 冨名腰文人、山本昌督(日本医科大高度医療救命救急センター)
- 取材協力 - 医療法人財団順和会　山王メディカルセンター
- 撮影協力 - 埼玉医科大学国際医療センター、鎌ヶ谷総合病院、衆議院憲政記念館
- 製作 - テレパック、TBS